# O Guds Lamm, som borttager världens synder (Södersten)
O Guds Lamm, som borttager världens synder är en psalm med musik skriven 1986 av Gunno Södersten.

## Publicerad i
- Psalmer och Sånger 1987 som nummer 768:1 under rubriken "Psaltarpsalmer och andra sånger ur bibeln".[1]